# Gare de Minoh-kayano
La gare de Minoh-kayano (箕面萱野駅, Minō-kayano-eki) est une gare ferroviaire terminus de la ville de Minoh, dans la préfecture d'Osaka au Japon. La gare est gérée par la compagnie Kitakyu.

## Situation ferroviaire
La gare de Minoh-kayano marque le début de la ligne Kitakyu Namboku.

## Histoire
La gare est inaugurée le 23 mars 2024 à l'occasion du prolongement de la ligne.

## Service des voyageurs

### Accès et accueil
La gare est située sous les voies qui sont surélevées. Elle est ouverte tous les jours. 

### Desserte
- Ligne Kitakyu Namboku :
  - voies 1 et 2 : direction Esaka (interconnexion avec la ligne Midōsuji pour Nakamozu)

### Intermodalité
- Ligne Kitakyu Namboku